# Seulberger Mark

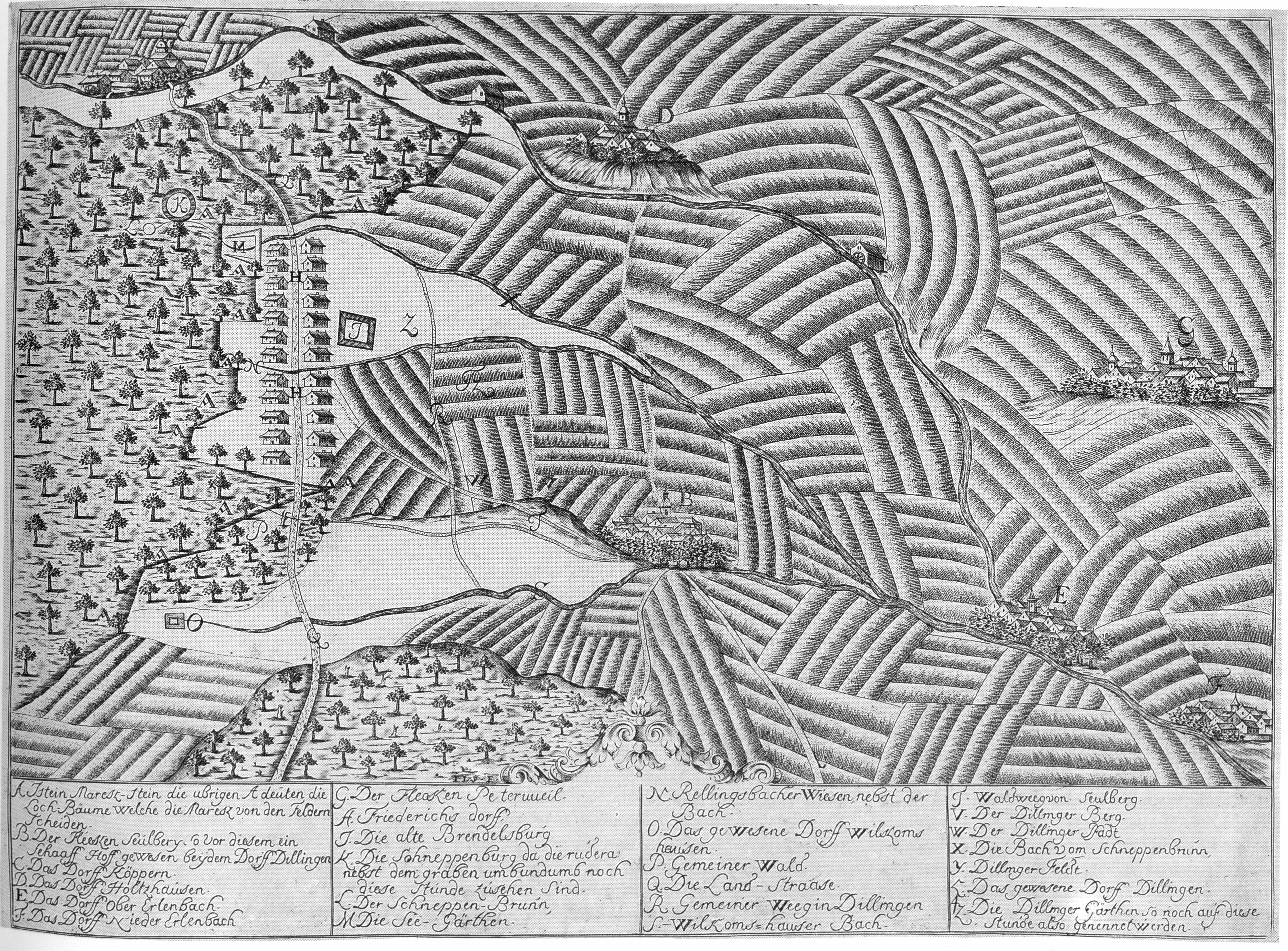
Flurkarte der Mark von 1715

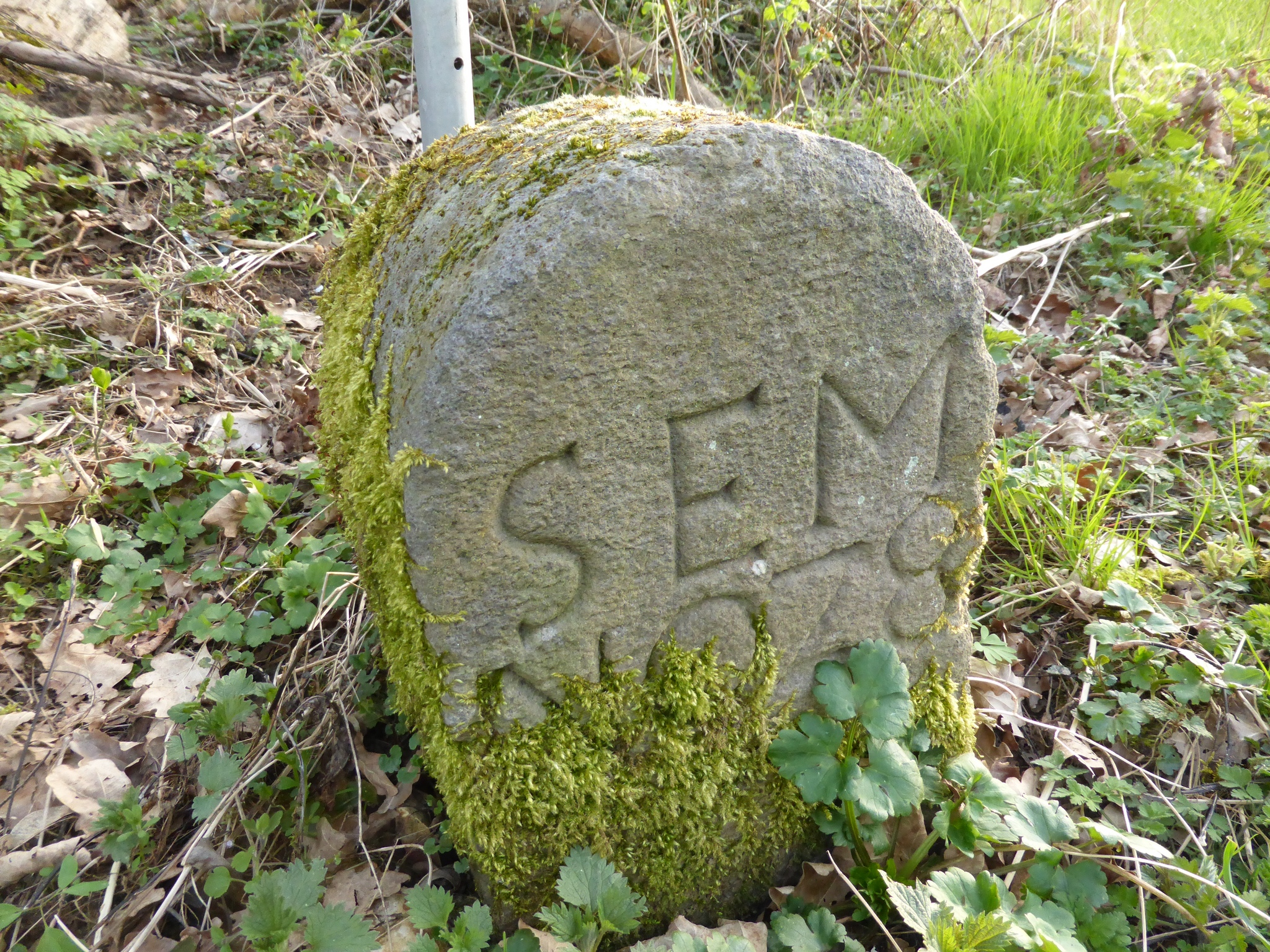
Grenzstein Nr. 28 der Seulberger Mark aus dem Jahr 1745, südöstlich von Köppern unweit des Erlenbachs

Die Seulberger Mark oder Erlenbacher Mark war eine mittelalterliche Markgenossenschaft zur Waldnutzung im Taunus, die bis zum Anfang des 19. Jahrhunderts bestand. Die Seulberger Mark erstreckte sich südlich des Limesabschnittes zwischen Saalburg und der Lochmühle und westlich des Erlenbaches. Die Fläche betrug 7.016 Morgen.

## Geschichte
Die Organisation der Seulberger Mark entsprach der der benachbarten Hohen Mark. Märkerding war jährlich am Sonntag Laetare in der Aue zwischen Seulberg und Ober-Eschbach. Waldboten waren die Grafen von Hanau und später die Landgrafen von Hessen-Homburg.  Die Grenze zwischen beiden Marken bildete der Rotlaufweg.
Zur Seulberger Mark gehörten Obererlenbach, Niedererlenbach, Seulberg, Köppern, Holzhausen, Petterweil und Dillingen. Nachdem Dillingen im 15. oder 16. Jahrhundert wüst gefallen war, gingen dessen Markrechte an Friedrichsdorf über.
Mit Teilungsvertrag vom 14. August 1802 wurde die Seulberger Mark aufgelöst und die Waldnutzungsrechte gingen an die Gemeinden über. Dabei erhielt jedes Dorf einen gleichen Anteil. Der Landgraf erhielt jedoch 1/8 der Fläche, Ober-Erlenbach 40 Morgen mehr als ein Dorf und Friedrichsdorf ¾ des Anteils eines Dorfes.

## Grenzmarkierungen
Die Grenzen der Seulberger Mark waren mit Grenzsteinen gekennzeichnet. Diese trugen die Inschrift SEM, das Aufstellungsjahr und eine Nummerierung.
Nach der Realteilung wurden 1803 die neu entstandenen Grenzen mit Waldwegen und Grenzsteinen markiert. Diese Strukturen haben sich bis heute erhalten. Die Grenzsteine von 1803 sind weitgehend einheitlich aufgebaut. Sie tragen an der Vorder- und Rückseite jeweils das Kürzel der Herrschaft, darunter das des Ortes und eine Nummerierung. Auf der Seite war das Jahr eingeschlagen. Es gab auch dreiseitige Steine für die Eckpunkte, wo mehrere Grenzen zusammentrafen. In späteren Jahren wurden Steine teilweise ersetzt. Diese unterscheiden sich durch die Jahreszahl und ggf. durch die Herrschaft. Die Kürzel der Orte waren:
| Kürzel  | steht für                                    | Anmerkung                                              |
| ------- | -------------------------------------------- | ------------------------------------------------------ |
| HH SR P | Hessen-Homburg, Solms-Rödelheim – Petterweil | Später GH P (Großherzogtum Hessen – Petterweil)        |
| F NE    | Frankfurt – Nieder-Erlenbach                 | Später GH NE (Großherzogtum Hessen – Nieder-Erlenbach) |
| GI OE   | Grafschaft Ingelheim – Obererlenbach         | Später GH OE (Großherzogtum Hessen – Ober-Erlenbach)   |
| HH S    | Hessen-Homburg-Seulberg                      | Es finden sich auch SGW (Seulberger Gemeindewald)      |
| HH K    | Hessen-Homburg-Köppern                       | Später KP K (Königreich Preußen – Köppern)             |
| HH F    | Hessen-Homburg-Friedrichsdorf                |                                                        |

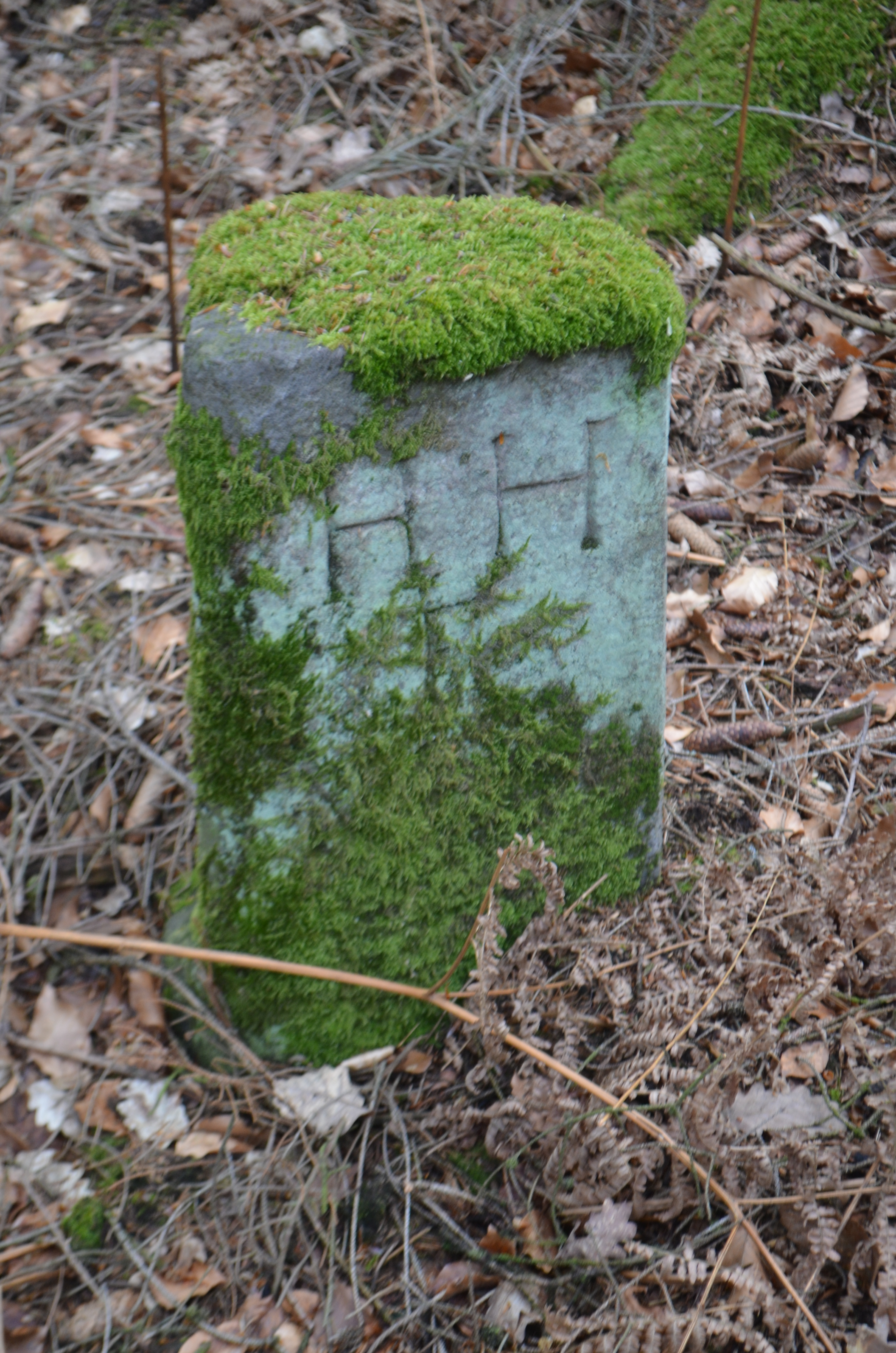
Dreimärker Friedrichsdorfer Seite
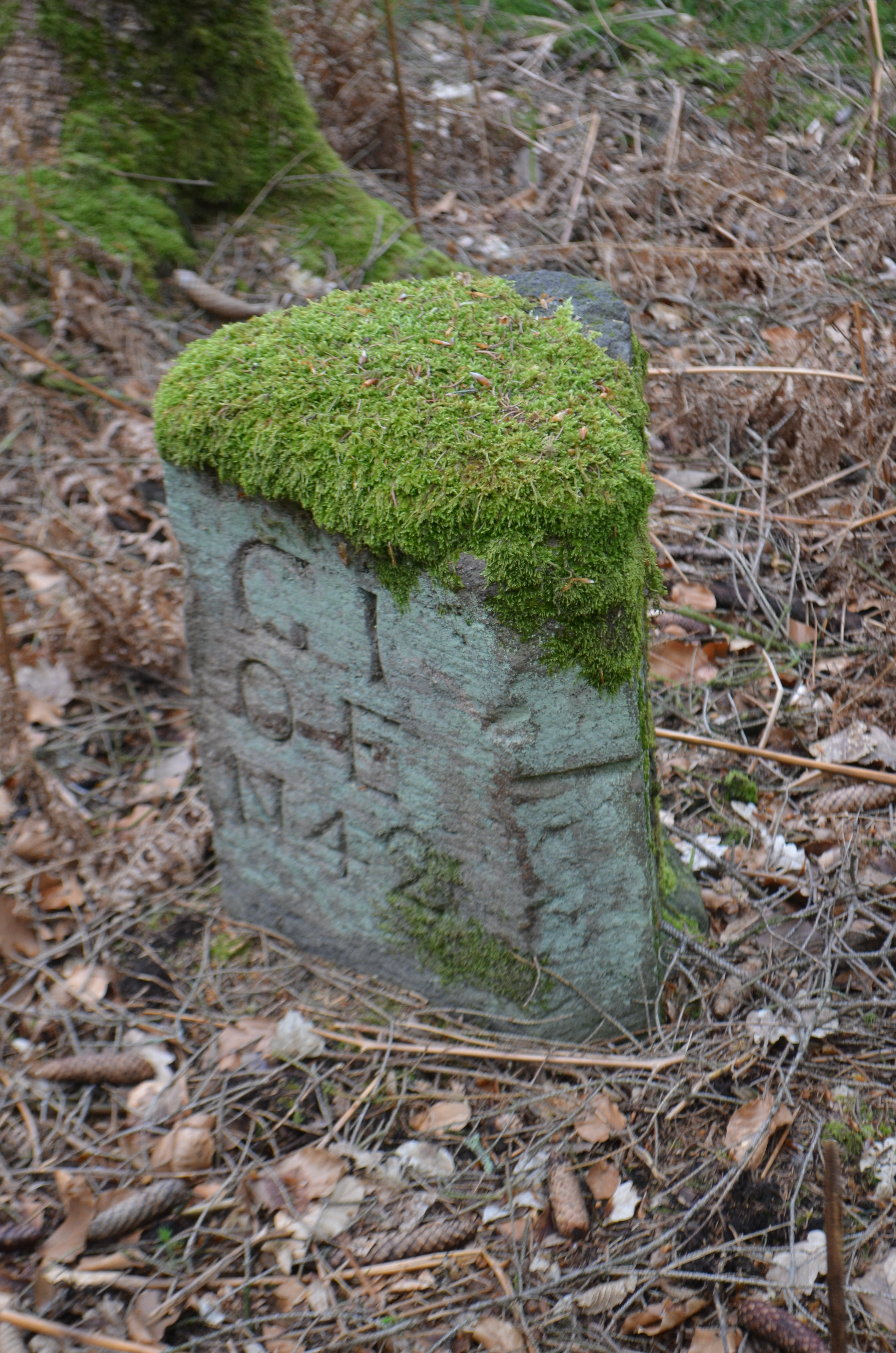
Dreimärker Ober-Erlenbacher Seite
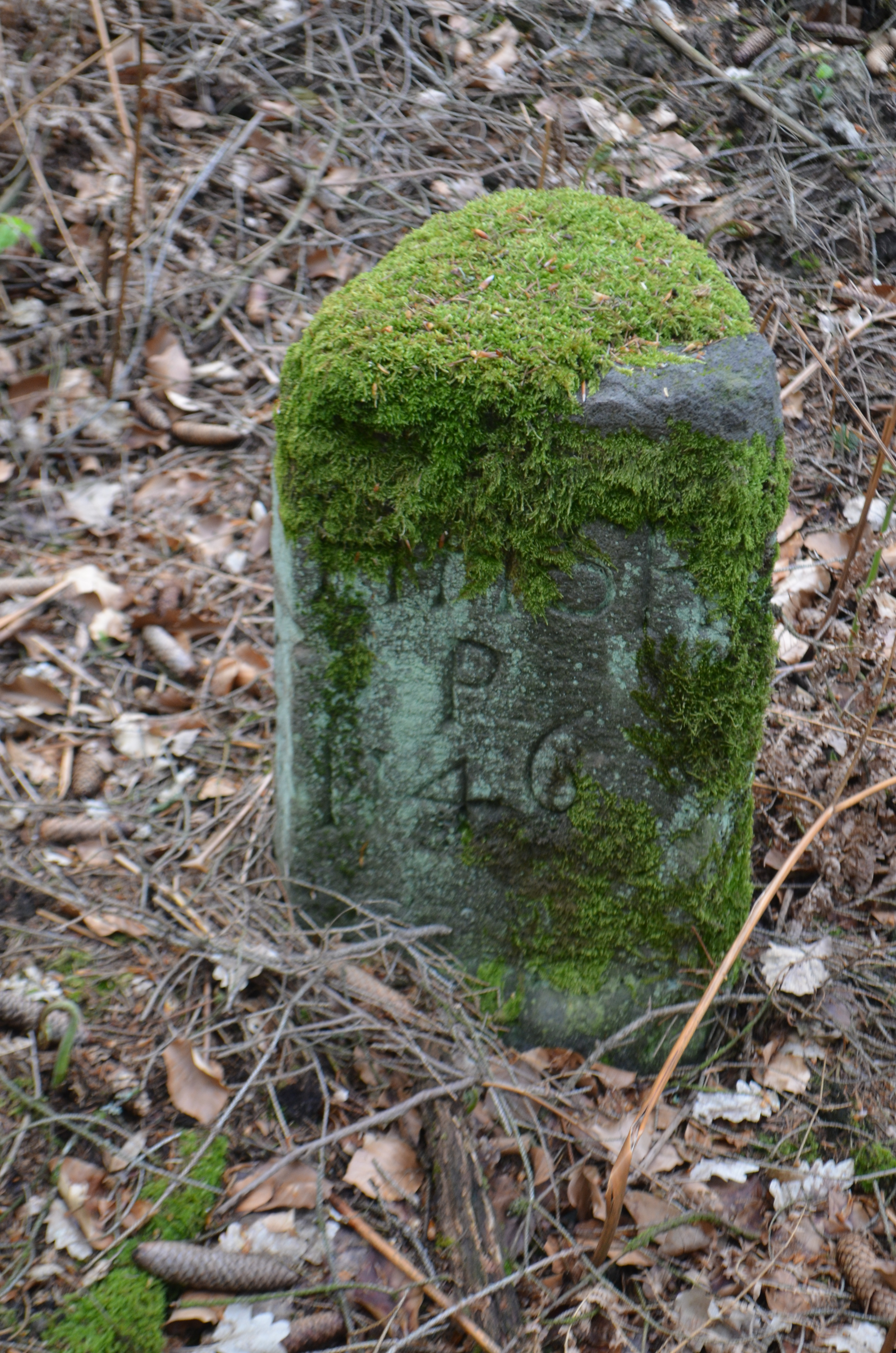
Dreimärker Petterweiler Seite
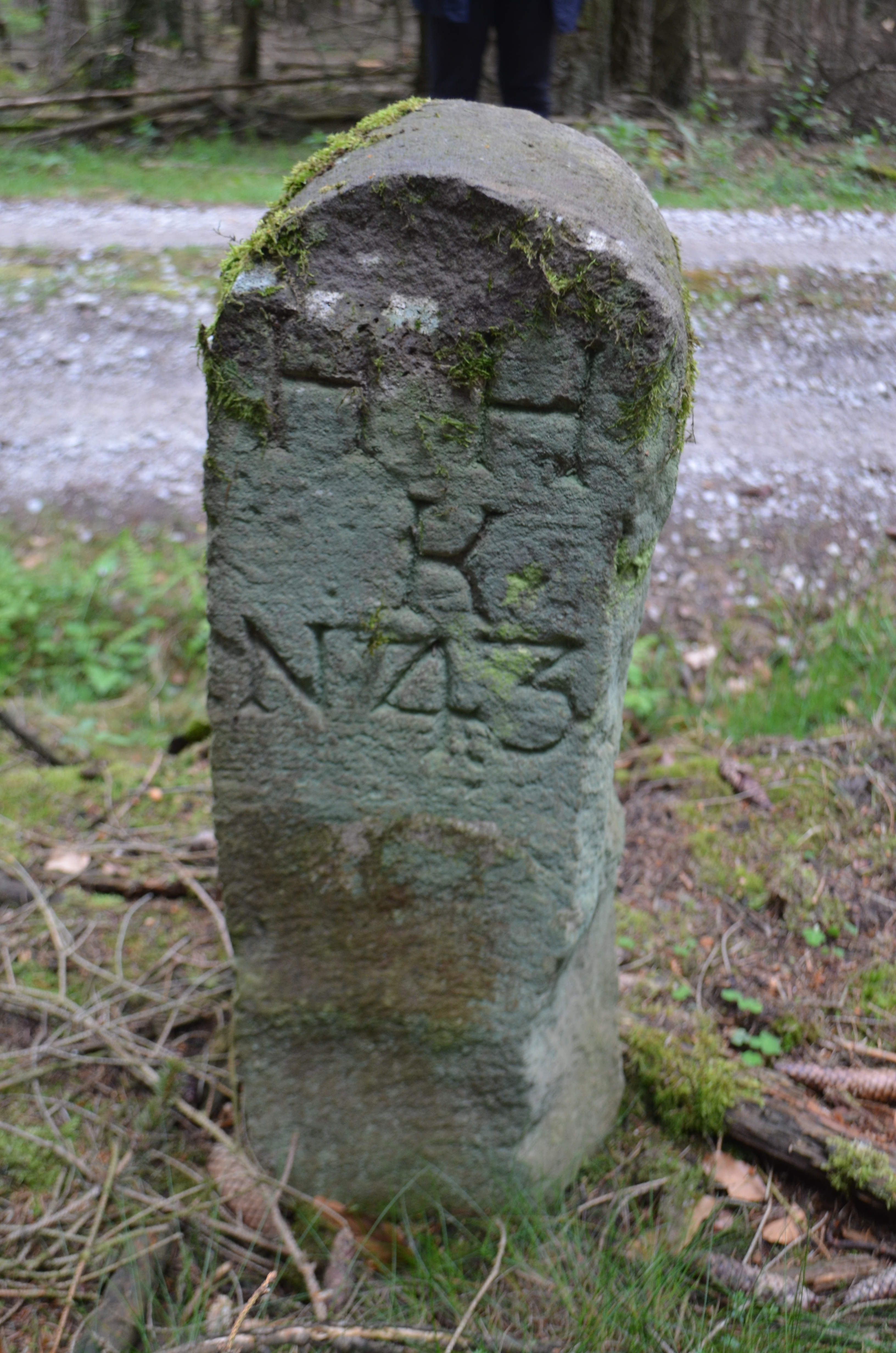
Grenzstein HH SR 41, HH K 43, Köpperner Seite
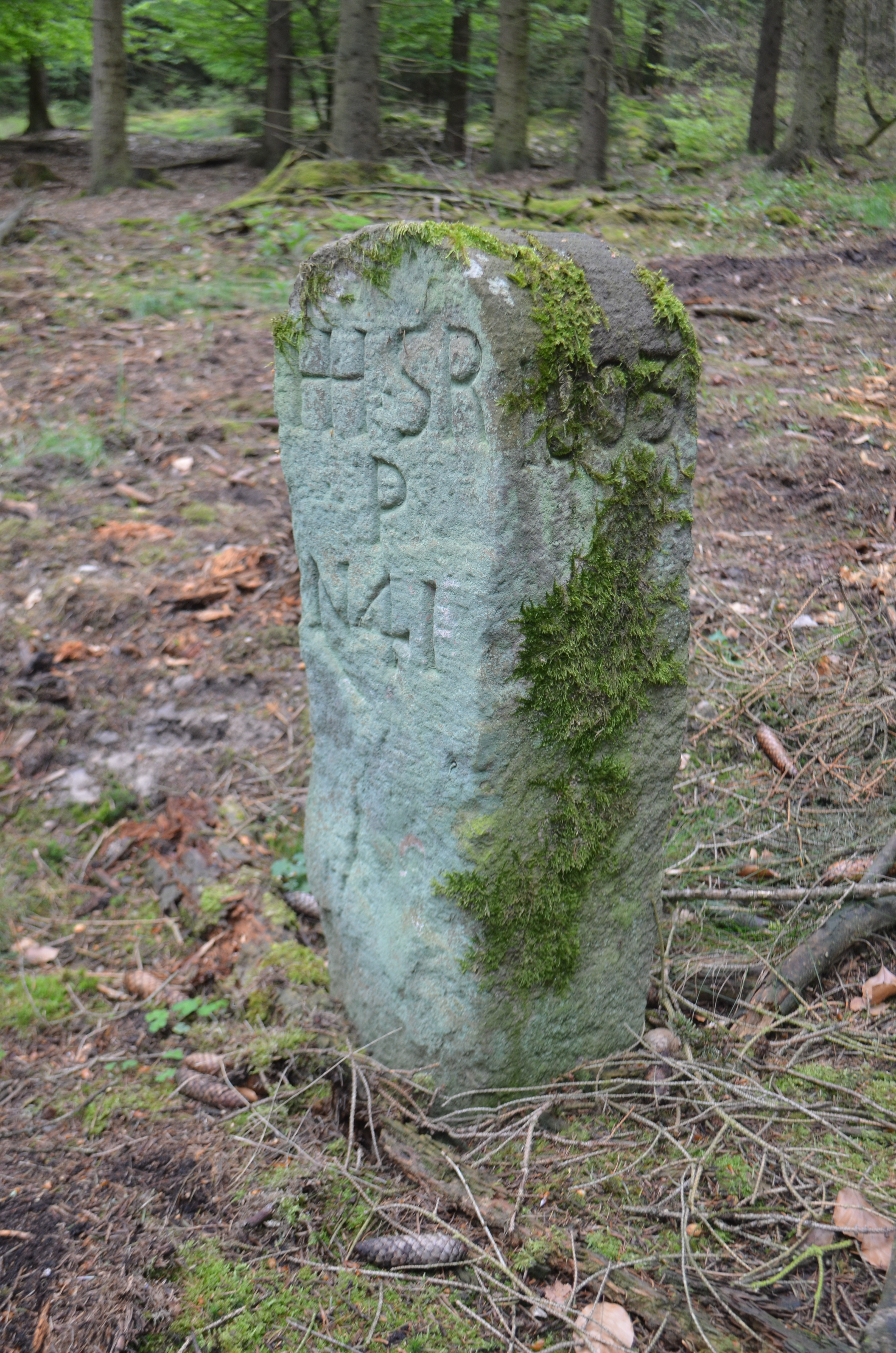
Grenzstein HH SR 41, HH K 43, Petterweiler Seite und Seite
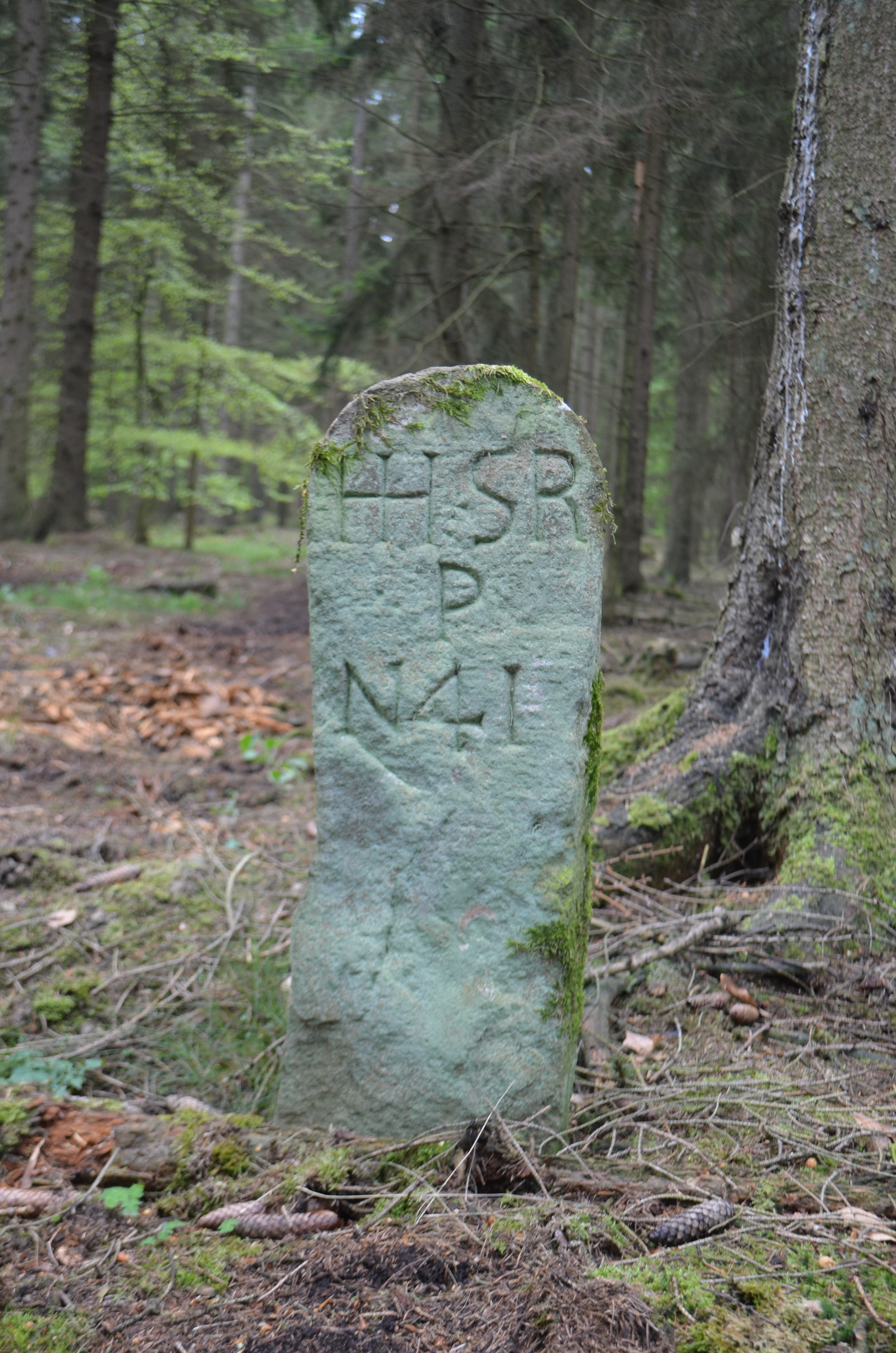
Grenzstein HH SR 41, HH K 43, Petterweiler Seite
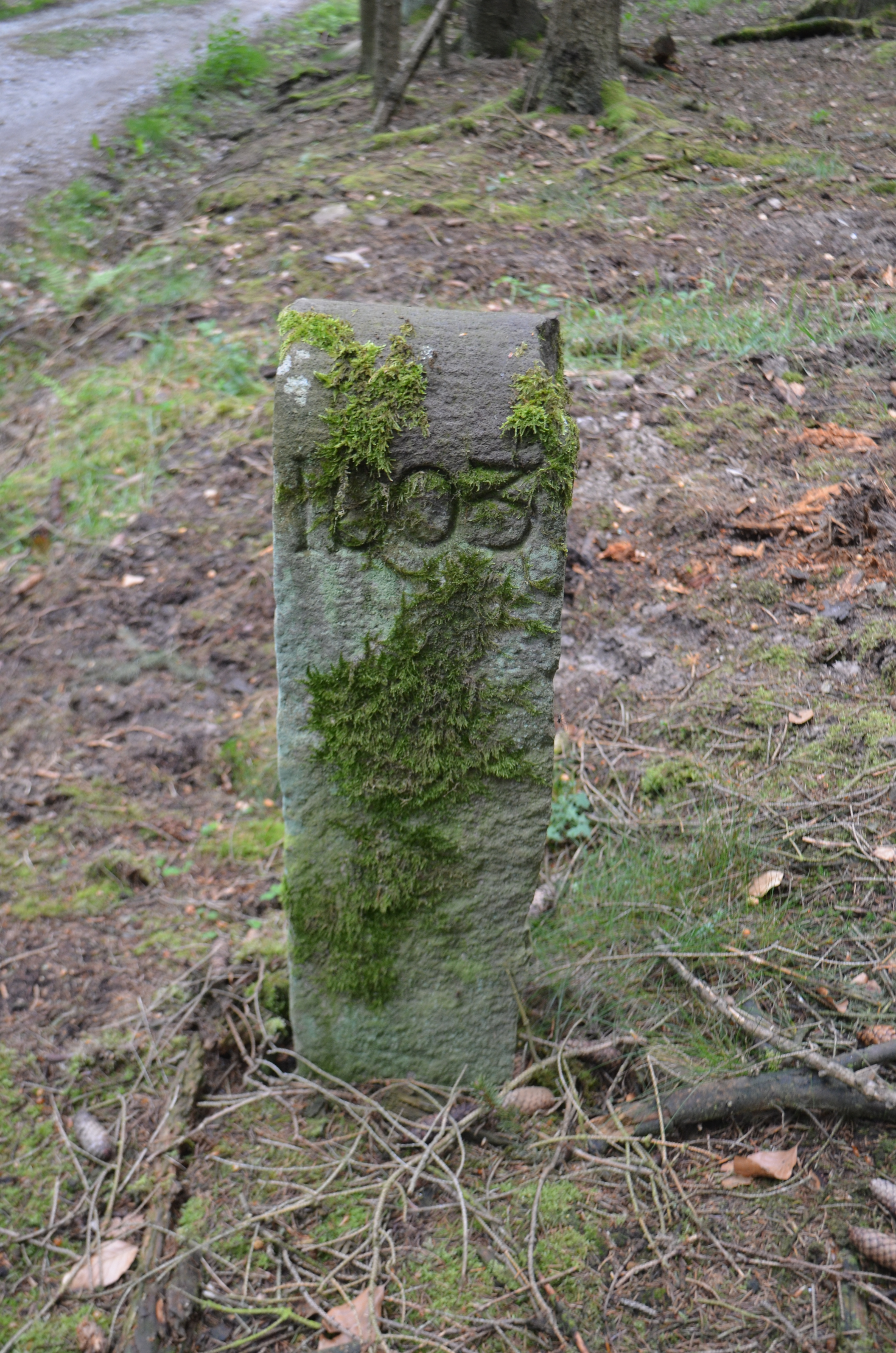
Grenzstein HH SR 41, HH K 43, Seite mit Jahreszahl

Die Grenzsteine befinden sich am Rande der Waldwege, die zwischen den nun getrennten Waldstücken angelegt wurden. Dies sind die
- Grenzschneise Nieder-Erlenbach/Petterweil: Der 1,2 km lange Grenzweg beginnt bei Saunickels Kleiderschrank und führt nach Südwesten
- Grenzschneise Seulberg/Obererlenbach: Der 2,9 km lange Grenzweg beginnt in Dillingen und führt nach Nord-West
- Grenzschneise Friedrichsdorf/Köppern, Petterweil/Köppern und Niedererlenbach/Köppern: Dieser 3,7 km lange schnurgerade Weg verläuft parallel zum Köpperner Tal
- Grenzschneise Nieder-Erlenbach/Ober-Erlenbach und Petterweil/Ober-Erlenbach: Dieser 3,4 km lange schnurgerade Weg verläuft von Dillingen nach Westen